# Yucca thompsoniana
Yucca thompsoniana (Trel., 1911) è una pianta della famiglia delle Asparagacee.
Essa è una delle piante ornamentali più ricercate per i giardini, per la sua silhouette caratteristica dei deserti del nord America.